# 1983-as Formula–1 brazil nagydíj
A brazil nagydíj volt az 1983-as Formula–1 világbajnokság szezonnyitó futama.

## Futam
| Helyezés | #  | Versenyző          | Csapat/Motor  | Körök | Idő/Kiesés oka | Rajthely | Pontszám |
| -------- | -- | ------------------ | ------------- | ----- | -------------- | -------- | -------- |
| 1        | 5  | Nelson Piquet      | Brabham-BMW   | 63    | 1:48:27,731    | 4        | 9        |
| 3        | 8  | Niki Lauda         | McLaren-Ford  | 63    | + 51,883       | 9        | 4        |
| 4        | 2  | Jacques Laffite    | Williams-Ford | 63    | + 1:13,951     | 18       | 3        |
| 5        | 27 | Patrick Tambay     | Ferrari       | 63    | + 1:18,117     | 3        | 2        |
| 6        | 29 | Marc Surer         | Arrows-Ford   | 63    | + 1:18,207     | 20       | 1        |
| 7        | 15 | Alain Prost        | Renault       | 62    | + 1 kör        | 2        |          |
| 8        | 35 | Derek Warwick      | Toleman-Hart  | 62    | + 1 kör        | 5        |          |
| 9        | 30 | Chico Serra        | Arrows-Ford   | 62    | + 1 kör        | 23       |          |
| 10       | 28 | René Arnoux        | Ferrari       | 62    | + 1 kör        | 6        |          |
| 11       | 4  | Danny Sullivan     | Tyrrell-Ford  | 62    | + 1 kör        | 21       |          |
| 12       | 12 | Nigel Mansell      | Lotus-Ford    | 61    | + 2 kör        | 22       |          |
| 13       | 34 | Johnny Cecotto     | Theodore-Ford | 60    | + 3 kör        | 19       |          |
| 14       | 17 | Eliseo Salazar     | RAM-Ford      | 59    | + 4 kör        | 26       |          |
| 15       | 9  | Manfred Winkelhock | ATS-BMW       | 59    | + 4 kör        | 25       |          |
| Kizárva  | 1  | Keke Rosberg       | Williams-Ford | 63    | Kizárva        | 1        |          |
| Kizárva  | 11 | Elio de Angelis    | Lotus-Renault | 60    | Kizárva        | 13       |          |
| HN       | 33 | Roberto Guerrero   | Theodore-Ford | 53    | + 10 kör       | 14       |          |
| Kiesett  | 16 | Eddie Cheever      | Renault       | 41    | Fékek          | 8        |          |
| Kiesett  | 7  | John Watson        | McLaren-Ford  | 34    | Motorhiba      | 16       |          |
| Kiesett  | 26 | Raul Boesel        | Ligier-Ford   | 25    | Motorhiba      | 17       |          |
| Kiesett  | 23 | Mauro Baldi        | Alfa Romeo    | 23    | Ütközés        | 10       |          |
| Kiesett  | 25 | Jean-Pierre Jarier | Ligier-Ford   | 22    | Felfüggesztés  | 12       |          |
| Kiesett  | 6  | Riccardo Patrese   | Brabham-BMW   | 19    | Kipufogó       | 7        |          |
| Kiesett  | 31 | Corrado Fabi       | Osella-Ford   | 17    | Motorhiba      | 24       |          |
| Kiesett  | 36 | Bruno Giacomelli   | Toleman-Hart  | 16    | Kicsúszás      | 15       |          |
| Kiesett  | 3  | Michele Alboreto   | Tyrrell-Ford  | 7     | Motorhiba      | 11       |          |
| NK       | 22 | Andrea de Cesaris  | Alfa Romeo    |       |                |          |          |
| NK       | 32 | Piercarlo Ghinzani | Osella-Ford   |       |                |          |          |

## A világbajnokság élmezőnyének állása a verseny után
| H  | Versenyzők      | Pont | H  | Konstruktőrök | Pont |
| -- | --------------- | ---- | -- | ------------- | ---- |
| 1. | Nelson Piquet   | 9    | 1. | Brabham-BMW   | 9    |
| 2. | Niki Lauda      | 4    | 2. | McLaren-Ford  | 4    |
| 3. | Jacques Laffite | 3    | 3. | Williams-Ford | 3    |
| 4. | Patrick Tambay  | 2    | 4. | Ferrari       | 2    |
| 5. | Marc Surer      | 1    | 5. | Arrows-Ford   | 1    |

## Statisztikák
Vezető helyen:
- Keke Rosberg: 6 (1-6)
- Nelson Piquet: 57 (7-63)

Nelson Piquet 8. győzelme, 6. leggyorsabb köre, Keke Rosberg 2. pole-pozíciója.
- Brabham 29. győzelme.

Johnny Cecotto első versenye.